# Yannick Mellier
Yannick Mellier (* 16. September 1958) ist ein französischer Astrophysiker. Er ist für die Entdeckung der Gravitationslinsenwirkung von Galaxienhaufen 1987 und weitere Forschungen zum Gravitationslinseneffekt bekannt.

## Leben
Mellier wurde 1987 an der Universität Paul Sabatier in Toulouse promoviert.  Seit 1996 ist er am Institut für Astrophysik (IAP) in Paris, wo er das Gravitationslinsen-Team leitet.
1987 veröffentlichte er mit Genevieve Soucail und anderen am Observatorium in Toulouse den ersten deutlichen Hinweis auf eine durch den Gravitationslinseneffekt bogenförmig verzerrte Galaxie hinter dem Galaxienhaufen Abell 370. Etwas vorher (1986) publizierten Roger Lynds (NOAO) und Vahe Petrosian (Stanford University) Beobachtungen großer bogenförmiger Strukturen, ohne sie als Gravitationslinsen zu identifizieren.
Ab 1996 leitete er eine Forschergruppe, die mit neuen Techniken mit Hilfe von Gravitationslinsen die Verteilung dunkler Materie im Kosmos kartierte und 2000 eine erste Karte vorlegte (Canada-France-Hawaii Telescope, CFHT). Er führte danach ähnliche Untersuchungen mit verbesserten Methoden aus (Descart Projekt, CFHTLS Projekt). Dazu wurde in Frankreich eine Weitfeld-CCD Kamera entwickelt (Megacam) und die Daten werden im Terapix Datenzentrum am IAP verarbeitet.
Seit 2011 leitet er das wissenschaftliche Konsortium zur Entwicklung des Weltraumteleskops Euclid.

## Auszeichnungen
- 2005 Prix Jean Ricard
- 2006 den Prix Gay-Lussac-Humboldt.
- 2009 Silbermedaille des Centre national de la recherche scientifique (CNRS)

## Schriften
- Yannick Mellier, Bernard Fort, Genevieve Soucail (Herausgeber) Gravitational Lensing, Lecture Notes in Physics 360, Springer Verlag 1990 (Proc. Workshop Toulouse 13.–15. September 1989)
- Herausgeber Impact of gravitational lensing on cosmology, IAU Symposium an der EPFL Lausanne Juli 2004, Cambridge University Press 2005